# Sahitya Akademi Award
Il Sahitya Akademi Award  è il premio teatrale indiano più prestigioso a livello nazionale.